# Algebraická struktura
Algebraická struktura je v matematice každá množina, na které jsou definované nějaké operace a daná množina je vzhledem k těmto operacím uzavřená, tzn. že výsledkem operace nad prvky této množiny je vždy také prvek této množiny. Algebraická struktura je speciálním případem struktury definované v matematické logice.
Studiem konkrétních algebraických struktur se zabývá abstraktní algebra, resp. její různé disciplíny – teorie grup, teorie okruhů, teorie těles,…
Studiem vlastností, které mají všechny nebo mnoho algebraických struktur společné, se zabývá univerzální algebra a ještě obecněji (se zahrnutím i jiných než algebraických struktur) pak teorie kategorií.

## Definice
Mějme neprázdnou množinu M a neprázdnou množinu operací O na množině M. Pak se uspořádaná dvojice (M, O) nazývá algebraická struktura. Množina M se pak nazývá nosič této algebraické struktury.

## Příklady

### Algebraické struktury
- (N; +) – množina přirozených čísel s operací sčítání.
- (N; .) – množina přirozených čísel s operací násobení.
- (N; +, .) – množina přirozených čísel s operacemi sčítání a násobení.
- Booleovy algebry, grupy, okruhy, tělesa, vektorové prostory a svazy jsou algebraické struktury.

### Nejsou algebraickými strukturami
- (N; -) – množina přirozených čísel není vzhledem k operaci odčítání uzavřená. Např. 2 ∈ N, 3 ∈ N, ale 2-3 ∉ N.
- (N; :) – množina přirozených čísel není vzhledem k operaci dělení uzavřená. Např. 5 ∈ N, 3 ∈ N, ale 5:3 ∉ N.

### Vztah k relačním strukturám a modelům
Protože každou n-ární operaci lze považovat za (n+1)-ární relaci, je každá algebraická struktura zároveň relační strukturou. Příkladem relační struktury, která není algebraickou strukturou, je uspořádaná množina a neorientovaný graf.
Strukturu, která obsahuje algebraické operace a/nebo relace, lze reprezentovat jako model jazyka prvního řádu; ne vždy však lze tyto struktury vymezit pomocí teorie prvního řádu. Příkladem struktury, kde to lze, je grupa – grupami jsou právě modely teorie grup (zde slovem "teorie" není myšlena oblast matematiky zabývající se grupami, ale konkrétní formální teorie predikátové logiky). Podobně lineárně uspořádané množiny jsou právě modely teorie lineárních uspořádání.
Totéž ale neplatí pro dobře uspořádané množiny. Existenci nejmenšího prvku ke každé podmnožině nelze popsat žádným (ani nekonečným) počtem formulí prvního řádu. Dobře uspořádané množiny jsou tedy ty modely jazyka teorie uspořádání (model jazyka nemusí splňovat axiomy, na rozdíl od modelu teorie), které splňují jistou vlastnost (každá neprázdná podmnožina struktury má nejmenší prvek), kterou nelze zapsat jako soustavu formulí.
Existuje též mnoho matematických struktur, které nespadají do žádné z výše uvedených kategorií (algebraická, relační, reprezentovatelná jako model). Příkladem jsou metrické a topologické prostory.

## Vlastnosti operací
- asociativita
- neutrální prvek
- inverzní prvek
- komutativita
- distributivita

## Klasifikace

### Algebraické struktury s jednou operací
- Grupoid je algebraická struktura s jednou operací.
- Kvazigrupa je grupoid uzavřený vzhledem k operaci inverze.
- Pologrupa je asociativní grupoid.
- Monoid je pologrupa s neutrálním prvkem.
- Grupa je monoid s inverzními prvky.
- Abelova grupa je grupa s komutativní operací.

### Algebraické struktury se dvěma operacemi
- Polookruh je algebraická struktura s distributivností, která je vzhledem ke sčítání komutativní monoid a vzhledem k násobení monoid.
- Okruh je algebraická struktura s distributivností, která je vzhledem ke sčítání komutativní grupou a vzhledem k násobení pologrupa.
- Obor integrity je okruh s jednotkovým prvkem, který neobsahuje netriviální dělitele nuly.
- Těleso je okruh, který je grupou vzhledem k násobení.
- Pole je těleso, které je vzhledem k násobení komutativní grupou.

### Algebraické struktury s uspořádáním
- Částečně uspořádaná množina (poset)
- Polosvaz
- Svaz (například Booleova algebra)